# Boliviaans voetbalelftal in 2004
Het Boliviaans voetbalelftal speelde in totaal elf officiële interlands in het jaar 2004, waaronder zeven in de kwalificatiereeks voor het WK voetbal 2006 in Duitsland. La Verde ("De Groenen") stond in 2004 achtereenvolgens onder leiding van Nelson Acosta, Ramiro Blacutt en Ovidio Mezza. Op de FIFA-wereldranglijst steeg Bolivia in 2004 van de 101ste (januari 2004) naar de 94ste plaats (december 2004).

## Balans
| Wedstrijden | Wedstrijden | Wedstrijden | Wedstrijden | Doelpunten | Doelpunten | Doelpunten | Punten |
| Gespeeld    | Winst       | Gelijk      | Verlies     | Voor       | Tegen      | Saldo      | Punten |
| ----------- | ----------- | ----------- | ----------- | ---------- | ---------- | ---------- | ------ |
| 11          | 2           | 3           | 6           | 9          | 15         | –6         | 0.636  |

## Interlands
|                                                   |         |                                         |       |                                                                                          |
| 30 maart WK-kwalificatie № 328 «onderlinge duels» | Bolivia | 0 – 2                                   | Chili | Estadio Hernando Siles, La Paz Toeschouwers: 40.000 Scheidsrechter: Claudio Martín (ARG) |
| 30 maart WK-kwalificatie № 328 «onderlinge duels» |         | 38' Moisés Villarroel 59' Mark González |       | Estadio Hernando Siles, La Paz Toeschouwers: 40.000 Scheidsrechter: Claudio Martín (ARG) |

|                                                 |                                    |       |                  |                                                                                          |
| 1 juni WK-kwalificatie № 329 «onderlinge duels» | Bolivia                            | 2 – 1 | Paraguay         | Estadio Hernando Siles, La Paz Toeschouwers: 23.013 Scheidsrechter: Márcio Rezende (BRA) |
| 1 juni WK-kwalificatie № 329 «onderlinge duels» | Luis Cristaldo 8' Roger Suárez 72' |       | 33' José Cardozo | Estadio Hernando Siles, La Paz Toeschouwers: 23.013 Scheidsrechter: Márcio Rezende (BRA) |

|                                                           |                                                                   |       |                                                 |                                                                                            |
| 5 juni WK-kwalificatie № 330 «onderlinge duels» 16:00 uur | Ecuador                                                           | 3 – 2 | Bolivia                                         | Estadio Olímpico Atahualpa, Quito Toeschouwers: 30.020 Scheidsrechter: Gustavo Brand (VEN) |
| 5 juni WK-kwalificatie № 330 «onderlinge duels» 16:00 uur | Herman Soliz 27' (e.d.) Agustín Delgado 32' Ulises de la Cruz 38' |       | 57' Limberg Gutiérrez 74' José Alfredo Castillo | Estadio Olímpico Atahualpa, Quito Toeschouwers: 30.020 Scheidsrechter: Gustavo Brand (VEN) |

| Copa América |
| ------------ |

|                                                      |                                                 |       |                                       |                                                                                   |
| 6 juli Copa América Groep A № 331 «onderlinge duels» | Peru                                            | 2 – 2 | Bolivia                               | Estadio Nacional, Lima Toeschouwers: 45.000 Scheidsrechter: Héctor Baldassi (ARG) |
| 6 juli Copa América Groep A № 331 «onderlinge duels» | Claudio Pizarro 67' (pen.) Roberto Palacios 86' |       | 35' Joaquín Botero 57' Lorgio Álvarez | Estadio Nacional, Lima Toeschouwers: 45.000 Scheidsrechter: Héctor Baldassi (ARG) |

|                                                      |                  |       |         |                                                                               |
| 9 juli Copa América Groep A № 332 «onderlinge duels» | Colombia         | 1 – 0 | Bolivia | Estadio Nacional, Lima Toeschouwers: 35.000 Scheidsrechter: Pedro Ramos (ECU) |
| 9 juli Copa América Groep A № 332 «onderlinge duels» | Edixon Perea 90' |       |         | Estadio Nacional, Lima Toeschouwers: 35.000 Scheidsrechter: Pedro Ramos (ECU) |

|                                                       |                   |       |                     |                                                                                       |
| 12 juli Copa América Groep A № 333 «onderlinge duels» | Venezuela         | 1 – 1 | Bolivia             | Estadio Mansiche, Trujillo Toeschouwers: 25.000 Scheidsrechter: Marco Rodríguez (MEX) |
| 12 juli Copa América Groep A № 333 «onderlinge duels» | Ruberth Morán 27' |       | 33' Gonzalo Galindo | Estadio Mansiche, Trujillo Toeschouwers: 25.000 Scheidsrechter: Marco Rodríguez (MEX) |

|  |  |  |  |  |  |  |  |  |

|                                                      |                                              |       |                    |                                                                                          |
| 5 september WK-kwalificatie № 334 «onderlinge duels» | Brazilië                                     | 3 – 1 | Bolivia            | Estádio do Morumbi, São Paulo Toeschouwers: 60.000 Scheidsrechter: Héctor Baldassi (ARG) |
| 5 september WK-kwalificatie № 334 «onderlinge duels» | Ronaldo 1' Ronaldinho 12' (pen.) Adriano 44' |       | 48' Luis Cristaldo | Estádio do Morumbi, São Paulo Toeschouwers: 60.000 Scheidsrechter: Héctor Baldassi (ARG) |

|                                                    |                    |       |      |                                                                                            |
| 9 oktober WK-kwalificatie № 335 «onderlinge duels» | Bolivia            | 1 – 0 | Peru | Estadio Hernando Siles, La Paz Toeschouwers: 23.729 Scheidsrechter: Mauricio Reinoso (ECU) |
| 9 oktober WK-kwalificatie № 335 «onderlinge duels» | Joaquín Botero 56' |       |      | Estadio Hernando Siles, La Paz Toeschouwers: 23.729 Scheidsrechter: Mauricio Reinoso (ECU) |

|                                                               |         |       |         |                                                                                          |
| 12 oktober WK-kwalificatie № 336 «onderlinge duels» 21:00 uur | Bolivia | 0 – 0 | Uruguay | Estadio Hernando Siles, La Paz Toeschouwers: 27.574 Scheidsrechter: Márcio Rezende (BRA) |
| 12 oktober WK-kwalificatie № 336 «onderlinge duels» 21:00 uur |         |       |         | Estadio Hernando Siles, La Paz Toeschouwers: 27.574 Scheidsrechter: Márcio Rezende (BRA) |

|                                                        |                 |       |         |                                                                                   |
| 13 november Vriendschappelijk № 337 «onderlinge duels» | Guatemala       | 1 – 0 | Bolivia | RFK Stadium, Washington D.C. Toeschouwers: 18.000 Scheidsrechter: Alex Prus (USA) |
| 13 november Vriendschappelijk № 337 «onderlinge duels» | Carlos Ruiz 21' |       |         | RFK Stadium, Washington D.C. Toeschouwers: 18.000 Scheidsrechter: Alex Prus (USA) |

|                                                                |                 |       |         |                                                                                              |
| 17 november WK-kwalificatie № 338 «onderlinge duels» 18:00 uur | Colombia        | 1 – 0 | Bolivia | Estadio Metropolitano, Barranquilla Toeschouwers: 25.000 Scheidsrechter: Carlos Torres (PAR) |
| 17 november WK-kwalificatie № 338 «onderlinge duels» 18:00 uur | Mario Yepes 18' |       |         | Estadio Metropolitano, Barranquilla Toeschouwers: 25.000 Scheidsrechter: Carlos Torres (PAR) |

## FIFA-wereldranglijst
| JAN | FEB | MAR | APR | MEI | JUN | JUL | AUG | SEP | OKT | NOV | DEC |
| --- | --- | --- | --- | --- | --- | --- | --- | --- | --- | --- | --- |
| 101 | 103 | 103 | 103 | 103 | 97  | 99  | 93  | 93  | 99  | 94  | 94  |

## Statistieken
| Leonardo Fernández     | 1974-01-13 | Oriente Petrolero | 10 | 0 | 0 | 14 | 0 |
| José Carlos Fernández  | 1971-01-24 | Santa Fe          | 1  | 0 | 0 | 25 | 0 |
| Verdediging            |            |                   |    |   |   |    |   |
| Lorgio Álvarez         | 1978-06-29 | Oriente Petrolero | 9  | 0 | 1 |    |   |
| Ronald Raldés          | 1981-04-20 | Rosario Central   | 9  | 0 | 0 |    |   |
| Luis Cristaldo         | 1969-08-31 | The Strongest     | 8  | 0 | 1 | 92 | 5 |
| Ronald Arana           | 1977-01-18 | Oriente Petrolero | 7  | 1 | 0 |    |   |
| Sergio Jáuregui        | 1985-03-13 | Club Blooming     | 7  | 0 | 0 |    |   |
| Óscar Sánchez          | 1971-07-16 | Club Bolívar      | 6  | 0 | 0 | 73 | 6 |
| Juan Manuel Peña       | 1973-01-17 | Real Valladolid   | 4  | 0 | 0 | 76 | 1 |
| Luis Gatty Ribeiro     | 1979-11-01 | Club Bolívar      | 3  | 2 | 0 | 28 | 0 |
| Percy Colque           | 1976-10-23 | Club Bolívar      | 2  | 1 | 0 |    |   |
| Marcelo Carballo       | 1974-12-07 | The Strongest     | 1  | 1 | 0 |    |   |
| Middenveld             |            |                   |    |   |   |    |   |
| Limberg Gutiérrez      | 1977-11-19 | Club Bolívar      | 10 | 0 | 1 |    |   |
| Limberg Pizarro        | 1976-07-16 | Club Bolívar      | 6  | 0 | 0 |    |   |
| Rubén Tufiño           | 1970-01-09 | Club Bolívar      | 4  | 3 | 0 | 35 | 1 |
| Carmelo Angulo         | 1980-05-23 | Club Aurora       | 2  | 1 | 0 |    |   |
| Ronald García          | 1980-12-17 | Club Bolívar      | 2  | 0 | 0 |    |   |
| Julio César Baldivieso | 1971-12-02 | Caracas FC        | 2  | 0 | 0 |    |   |
| Erwin Sánchez          | 1969-10-19 | Oriente Petrolero | 2  | 0 | 0 |    |   |
| Gonzalo Galindo        | 1974-10-20 | Club Bolívar      | 1  | 6 | 1 |    |   |
| Hérman Soliz           | 1982-07-14 | The Strongest     | 1  | 1 | 0 |    |   |
| Getulio Vaca           | 1984-10-24 | Club Blooming     | 1  | 1 | 0 |    |   |
| Daner Pachi            | 1984-04-01 | Club Bolívar      | 1  | 0 | 0 |    |   |
| Leonel Reyes           | 1976-11-19 | Club Bolívar      | 1  | 0 | 0 |    |   |
| Wálter Flores          | 1978-10-29 | Club San José     | 0  | 2 | 0 | 2  | 0 |
| Richard Rojas          | 1975-02-27 | The Strongest     | 0  | 2 | 0 | 20 | 0 |
| Joselito Vaca          | 1982-08-12 | NY MetroStars     | 0  | 1 | 0 |    |   |
| Aanval                 |            |                   |    |   |   |    |   |
| Joaquín Botero         | 1977-12-10 | Pumas UNAM        | 10 | 0 | 2 |    |   |
| Róger Suárez           | 1977-04-02 | Club Bolívar      | 3  | 2 | 1 | 29 | 7 |
| Miguel Mercado         | 1975-08-30 | Club Bolívar      | 3  | 0 | 0 | 12 | 1 |
| Milton Coimbra         | 1975-05-04 | Ionikos           | 2  | 1 | 0 |    |   |
| Juan Carlos Arce       | 1985-04-10 | Oriente Petrolero | 1  | 3 | 0 |    |   |
| José Alfredo Castillo  | 1983-02-09 | Estudiantes Tecos | 1  | 1 | 1 | 13 | 2 |
| Alex da Rosa           | 1976-06-01 | Bonner SC         | 1  | 0 | 0 |    |   |
| Diego Cabrera          | 1982-08-13 | The Strongest     | 0  | 1 | 0 |    |   |
| Limberg Méndez         | 1973-09-18 | The Strongest     | 0  | 1 | 0 | 6  | 1 |

FBF · A-internationals · Selecties · Bondscoaches · Statistieken · Boliviaans vrouwenelftal · Olympisch elftal · Bolivia U21 · Bolivia U20 · Bolivia U19 · Bolivia U18 · Bolivia U17
1926–1949 · 
1950–1959 · 
1960–1969 · 
1970–1979 · 
1980–1989 · 
1990–1999 · 
2000–2009 · 
2010–2019 ·
2020−2029
CC 1999
WK 1930 · 
WK 1950 · 
WK 1994
1926 · 
1927 · 
1927 · 1928 · 1929 · 
1930 · 
1931 · 1932 · 1933 · 1934 · 1935 · 1936 · 1937 · 
1938 · 
1939 · 1940 · 1941 · 1942 · 1943 · 1944 · 
1945 · 
1946 · 
1947 · 
1948 · 
1949 · 
1950 · 
1951 · 1952 · 
1953 · 
1954 · 1955 · 1956 · 
1957 · 
1958 · 
1959 · 
1960 · 
1961 · 
1962 · 
1963 · 
1964 · 
1965 · 
1966 · 
1967 · 
1968 · 
1969 · 
1970 · 
1971 · 
1972 · 
1973 · 
1974 · 
1975 · 
1976 · 
1977 · 
1978 · 
1979 · 
1980 · 
1981 · 
1982 · 
1983 · 
1984 · 
1985 · 
1986 · 
1987 · 
1988 · 
1989 · 
1990 · 
1991 · 
1992 · 
1993 · 
1994 · 
1995 · 
1996 · 
1997 · 
1998 · 
1999 · 
2000 · 
2001 · 
2002 · 
2003 · 
2004 · 
2005 · 
2006 · 
2007 · 
2008 · 
2009 · 
2010 ·
2011 · 
2012 · 
2013 · 
2014 · 
2015 · 
2016 ·
2017 ·
2018 ·
2019 ·
2020 ·
2021 ·
2022 ·
2023 ·
2024
Algerije ·
Andorra ·
Argentinië ·
Brazilië ·
Bulgarije · 
Chili ·
Colombia ·
Costa Rica ·
Cuba ·
Curaçao ·
DDR ·
Duitsland ·
Ecuador ·
Egypte ·
El Salvador ·
Finland ·
Frankrijk ·
Griekenland ·
Guatemala ·
Guyana ·
Haïti ·
Honduras ·
Hongarije ·
Ierland ·
IJsland ·
Irak ·
Iran ·
Jamaica ·
Japan ·
Joegoslavië ·
Kameroen ·
Letland ·
Mexico ·
Myanmar ·
Nicaragua ·
Noord-Korea ·
Oezbekistan ·
Panama ·
Paraguay ·
Peru ·
Polen ·
Portugal ·
Roemenië ·
Rusland ·
Saoedi-Arabië ·
Senegal ·
Servië ·
Slowakije ·
Spanje ·
Trinidad en Tobago ·
Tsjecho-Slowakije ·
Uruguay ·
Venezuela ·
Verenigde Arabische Emiraten ·
Verenigde Staten ·
Zuid-Afrika ·
Zuid-Korea ·
Zwitserland